# Kapo
En kapo var en fånge i nazistiska koncentrationsläger som blev lägerledningens medarbetare med uppgift att vakta de andra fångarna. En kapo ledde fångarnas arbete och var ansvarig för resultaten. De kallades för "funktionsfångar" i den nazistiska lägerledningens terminologi, och de fick särskilda förmåner för sina tjänster.
Ofta valde lägerledningen förbrytare eller personer som utmärkt sig genom särskild brutalitet till dessa uppgifter, då en deklarerad målsättning var att så split bland fångarna. De var också ett billigt sätt att kontrollera lägerfångarna.
Ordet "kapo" har en omtvistad etymologi. Enligt en uppfattning är det en förkortning av tyskans Kameradenpolizei, medan en alternativ förklaring är att det kommer från italienskans capo eller franskans caporal, som betyder korpral och är ett militärt underbefäl.